# 野中美里 (小説家)
野中 美里（のなか みさと、1985年9月25日 - ）は日本の小説家、ライトノベル作家。神奈川県川崎市出身。2012年5月、第3回星海社FICTIONS新人賞を受賞した長編小説『2WEEKSイカレタ愛』でデビューした。

## 作品リスト
単行本
- 2WEEKS イカレタ愛[2] （星海社FICTIONS、2012年5月、ISBN 978-4-06-138827-7） - イラスト：えいひ
- 2WEEKS 人形使いのペトルーシュカ[3] （星海社FICTIONS、2012年11月、ISBN 978-4-06-138845-1） - イラスト：えいひ
- 2WEEKS 過ぎゆく時は儚い夢の中で（星海社FICTIONS、2013年7月、ISBN 978-4-06-138866-6） - イラスト：えいひ